# Municipio de Sheridan (condado de Ottawa)
El municipio de Sheridan (en inglés: Sheridan Township) es un municipio ubicado en el condado de Ottawa en el estado estadounidense de Kansas. En el año 2010 tenía una población de 464 habitantes y una densidad poblacional de 4,94 personas por km².

## Geografía
El municipio de Sheridan se encuentra ubicado en las coordenadas 39°15′57″N 97°45′48″O / 39.26583, -97.76333. Según la Oficina del Censo de los Estados Unidos, el municipio tiene una superficie total de 93.99 km², de la cual 93,93 km² corresponden a tierra firme y (0,06 %) 0,06 km² es agua.

## Demografía
Según el censo de 2010, había 464 personas residiendo en el municipio de Sheridan. La densidad de población era de 4,94 hab./km². De los 464 habitantes, el municipio de Sheridan estaba compuesto por el 95,91 % blancos, el 0,65 % eran afroamericanos, el 0,22 % eran amerindios, el 0,86 % eran de otras razas y el 2,37 % eran de una mezcla de razas. Del total de la población el 2,37 % eran hispanos o latinos de cualquier raza.